# Первый (телеканал, Украина)
«Первый» (укр. Перший) — всеукраинский общественный телеканал в составе Национальной общественной телерадиокомпании Украины.

## История

### В составе Гостелерадио УССР-ГТРК Украины (до 1995)
- 6 ноября 1951 года дебютировал Киевский телецентр — показом киноплёнки «Великое зарево». Регулярные передачи Киевской студии телевидения начали выходить с ноября 1956 года.
- С 1 сентября 1964 по 25 декабря 1991 года в эфир выходила передача для малышей «Спокойной ночи, дети!» (укр. «На добранiч, дiти!»). Передача являлась аналогом передачи «Спокойной ночи, малыши!» и одним из её ведущих был Виталий Белоножко, он же в этой передаче исполнял колыбельную песню «Тепле сонечко сідає» на украинском языке.
- 20 января 1965 года на телеэкранах появилась заставка с большими буквами «УТ», что символизировало начало объединённой общереспубликанской телепрограммы Украины, объём вещания которой уже в том же году составлял более 200 часов. С 1969 года началось цветное вещание. 6 марта 1972 года на Украине началось двухпрограммное вещание.
- С 1975 по 1991 год в эфир выходили собственные часы телепрограммы. Они представляли собой циферблат с длинными стрелками и цифрами 12, 6, 9, 3. В центре циферблата находились большие буквы «УТ». До 1977 года цвет циферблата был только синим. 7 ноября 1977 года, в годовщину 60-летия Октябрьской революции циферблат часов впервые был показан в красном цвете. С этого дня во все праздничные дни (а с 1979 года и по воскресеньям) часы появлялись в эфир только в красном цвете.
- С 1979 по 1991 год ежедневно в эфир в 19 часов выходила информационная программа «Актуальная камера». Передачу вели 2 диктора (женщина и мужчина). Журналисты программы подробно отслеживали индустриальную, сельскохозяйственную, социальную и культурную жизнь республики. Первый подробный репортаж о последствиях аварии на ЧАЭС вышел 12 мая 1986 года именно в этой информационной программе.
- С января 1990 по декабрь 1991 года программа выходила в эфир в 20 часов вечера, затем её сменила передача «Дніпро», позднее — «УТН» (Українські телевізійні новини, рус. Украинские телевизионные новости).

### В составе НТКУ-НОТУ (с 1995 года)
- В 1995 году вошёл в НТКУ. С 3 сентября 1995 по 31 декабря 1996 года в эфире УТ-1 выходили сначала вечерние, а затем и дневные блоки вещания «Студии 1+1». В программе были зарубежные и украинские фильмы, сериалы, а также программы собственного производства («Післямова»).
- В 2002 году «Первый национальный» начал международное спутниковое вещание.
- По итогам 2004 года доля канала составила 2,8 %, в 2005 году — 1,8 %, в 2006 году — 2,1 % (9-е место среди телеканалов, которые транслируются на Украине), 2007 — 1,8 %, 2008 — 1,9 % (10-е место).
- По итогам 2005 года доля канала составила 2 % (девятое место среди транслируемых на Украине телеканалов). Здание канала находится в Киеве. Это один из самых больших телецентров в Европе. Из-за своей формы само здание называют «карандашом». Среди достопримечательностей внутри телеканала можно назвать — музей телевидения, бар «Пепси», и технику, на которой до сих пор работает отдел новостей.
- 22 января 2014 года телеканалы «Первый национальный», «Рада», и «Business» вещали телемарафон «Открытая студия».
- В марте 2014 года прекратил вещание на территории Крыма и Севастополя, из-за аннексии Крыма российскими войсками.
- 7 апреля 2015 года в прямом эфире канал изменил логотип и концепцию, став общественным телевидением. На презентации нового сезона присутствовали премьер-министр Арсений Яценюк и президент Украины Пётр Порошенко, который там же подписал закон «Об общественном вещании», принятый Верховной Радой ещё 19 марта.
- 11 декабря 2017 года телеканалы общественного вещателя — UA: Первый, UA: Культура и UA: Крым перешли на широкоэкранный формат (16:9)[1].
- В октябре 2018 года генпродюсер из развития НОТУ Николай Ковальчук сказал, что планируется ребрендинг канала[2].
- Согласно годовому плану НОТУ на 2019 год в третьей декаде июля будет внедрена маркетинговая стратегия «UА: Первого», следствием которой должен стать ребрендинг телеканала «UА: Первый» в «Общественное» (укр. Суспільне), запланирован на третью декаду августа. Тогда же планируется запуск нового сезона на канале (без деталей). Промо-кампания нового названия телеканала запланирована на октябрь под лозунгом «Общественное. Наше общее». Примерно тогда же и телеканалы перейдут в HD[3].
- В связи с вторжением России на Украину с 24 февраля 2022 по 21 мая 2024 года телеканал круглосуточно транслировал информационный марафон «Единые новости»[4]. В эфире отсутствовала реклама
- 27 февраля 2022 года «UA: Первый» начал вещание с пакетом Telewizja Polska[5] в Польше во время вторжении России на Украину.
- 23 мая 2022 года в связи с обновлением дизайн-системы брендов НОТУ «UA: Первый» сменила название на «Первый»
- 21 мая 2024 года телеканал частично возобновил самостоятельное вещание, расширив информационный блок контента – транслируется собственный информационный марафон «Общественное. Студия», как и на региональных каналах Общественного вещания[6]. Кроме того, собственный информационный телемарафон является частью «Единых новостей».

### Хронология названий телеканала
| Название канала        | Дата                            |
| ---------------------- | ------------------------------- |
| Украинское телевидение | 6 ноября 1951 — 31 декабря 1991 |
| УТ-1                   | 1 января 1992 — 6 февраля 1998  |
| Первый национальный    | 7 февраля 1998 — 6 апреля 2015  |
| UA: Первый             | 7 апреля 2015 — 22 мая 2022     |
| Первый                 | 23 мая 2022 — настоящее время   |

## Руководство Национальной общественной телерадиокомпании Украины
До 1995 года НОТУ — Государственная телерадиовещательная компания Украины (ГТРК), с 1995 по 2016 год — Национальная телекомпания Украины (НТКУ).
- 01.06.1995 — 21.08.1996: Савенко А. Н.
- 21.08.1996 — 18.11.1996: Кулик З. В. (и. о.)
- 18.11.1996 — 01.10.1998: Лешик В. К.
- 05.10.1998 — 17.11.1998: Княжицкий Н. Л.
- 17.11.1998 — 21.06.1999: Кулик З. В.
- 21.06.1999 — 15.07.1999: Савенко А. Н. (и. о.)
- 16.07.1999 — 19.11.2001: Долганов В. А.
- 19.11.2001 — 28.03.2003: Сторожук И. А.
- 26.03.2003 — 25.02.2005: Савенко А. Н.
- 25.02.2005 — 08.09.2005: Стецькив Т. С.
- 27.10.2005 — 18.02.2008: Докаленко В. В.
- 25.02.2008 — 17.03.2010: Илащук В. С.
- 18.03.2010 — 19.02.2013: Бенкендорф Е. А.
- 20.02.2013 — 24.03.2014: Пантелеймонов А. Е. (в. и. о.)
- 25.03.2014 ― 30.01.2019: Аласания З. Г.
- с 31.01.2019: Чернотыцкий Н. Н.

## Время вещания
До 23 декабря 2001 года вещал с 6:00 (по выходным с 7:30), эфир заканчивался после полуночи.
С 24 декабря 2001 года до 13 апреля 2017 года ежедневно с 6:00 до 9:00 и с 23:00 до 1:18 на частоте телеканала вещал телеканал «Эра». Поэтому вначале время вещания «Первого национального канала» было с 9:00 до 23:00.
До осени 2002 года по будням на канале был дневной перерыв до 15:00 (около 2-х часов, в последние два года — после 13 часов или редко после 14 часов, вещание начиналось около 14:50).
С 21 октября 2002 года по 31 июля 2003 года — с 9:00 до 17:00 и с 19:00 до 23:00 (с 17:00 до 19:00 вещали областные телерадиокомпании, которые затем перешли на УТ-2).
С 1 августа 2003 по 13 апреля 2017 года вещал с 9:00 до 23:00, а затем периодически и с 1:18 до 6:00.
С 14 апреля 2017 года начал вещать круглосуточно (кроме аналогового эфира и DVB-T2), с 6:00 до 9:00 и с 23:00 до 1:18 отсутствует реклама.
С 1 августа 2017 года везде вещает круглосуточно, ТРК «Эра» прекратила вещание на канале в качестве отдельного вещателя и вновь была производителем программ для утреннего эфира до 10 июля 2020 года.
С 1 января 2018 года «UA: Первый Digital» (версия телеканала для вещания в сети DVB-T2) вещает круглосуточно.

## Программы
- «Общественное. Студия» (укр. Суспільне. Студія)
- «Общественное Спорт» (укр. Суспільне Спорт)
- «Общественное Новости» (укр. Суспільне Новини)
- «Неделя на Общественном» (укр. Тиждень на Суспільному)
- «Новый отчёт» (укр. Новий відлік)
- «Ремовская. Интервью» (укр. Ремовська. Інтерв’ю)
- «Неделя. Крым» (укр. Тиждень. Крим)
- «С нуля» (укр. З нуля)
- «Карп’як на Общественном» (укр. Карп’як на Суспільному)
- «Уносится» (укр. Несеться)
- «Полигон» (укр. Полігон)
- «:Тема дня»
- «:РадиоДень»  (укр. :Радіодень) (совместно с Первым каналом Украинского радио)
- «UA:Фольк»
- «Война и мир» (укр. Війна і мир)
- «К делу» (укр. До справи)
- «Энеида» (укр. ЕнеЇда)
- «Букоголики» (укр. Букоголіки)
- «Дети Z» (укр. Діти Z)
- «Схемы: коррупция в деталях[укр.]» (укр. Схеми: корупція в деталях)
- «Следствие. Инфо» (укр. Слідство. Інфо)
- «Наши деньги с Денисом Бигусом[укр.]» (укр. Наші гроші з Денисом Бігусом), также известные как просто «Наши деньги» (укр. Наші гроші)
- «После обеда шоу» (укр. По обіді шоу)
- «Лайфхак по-украински» (укр. Лайфхак українською)
- «Предвечерье. Судьбы» (укр. Надвечір’я. Долі)
- «Промінь. Живой» (укр. Промінь. Живий)
- «Додолики»
- «Погода»
- «Первая полоса» (укр. Перша шпальта)
- «Первый на селе» (укр. Перший на селі)
- «Рассекреченная история» (укр. Розсекречена історія)
- «Сложный разговор» (укр. Складна розмова)
- «Свет» (укр. Світло)
- «Кто в доме хозяин?» (укр. Хто в домі господар?)
- «Вечернее шоу з Юрием Марченком» (укр. Вечірнє шоу з Юрієм Марченком, ранее — «ЧереЩур»)
- «#@)₴?$0 с Майклом Щуром»
- «Как смотреть кино» (укр. Як дивитися кіно)

## Бывшие программы
- «О главном» (укр. «Про головне»)
- «Олимпийская/Паралимпийская Студия» (укр. «Олімпійська/Паралімпійська Студія»)
- «Евровидение»
- «Крымский вопрос» (укр. Кримське питання)
- «Точка зрения» (укр. «Точка зору»)
- «Итоги дня» (укр. «Підсумки дня»)
- «Итоги недели» (укр. «Підсумки тижня»)
- «Здоровье» (укр. Здоров'я)
- «Euronews»
- «Раздевалка» (укр. «Роздягалка»)
- «Армия» (укр. Армія)
- «Атака магии» (укр. Атака магії)
- «Аудиенция» (укр. Аудієнція)
- «Ближе к народу» (укр. «Ближче до народу»)
- «Вера. Надежда. Любовь.» (укр. «Віра. Надія. Любов.»)
- «Доброе утро, Страна!» (укр. «Доброго ранку, Країно!»)
- «Книга. UA»
- «Страна на вкус» (укр. «Країна на смак»)
- «Культурная афиша здорового человека» (укр. «Культурна афіша здорової людини»)
- «В гостях у Дмитрия Гордона» (укр. В гостях у Дмитра Гордона)
- «Глубинное бурение» (укр. «Глибинне буріння»)
- «Счастливый звонок» (укр. «Щасливий дзвінок»)
- «Диканька» с Леонидом Якубовичем[8]
- «Золотой гусь» (укр. «Золотий гусак»)
- «Как это?» (укр. «Як Це?»)
- «Контрольная работа» (укр. Контрольна робота)
- «Лёгко быть женщиной» (укр. «Легко бути жінкою»)
- «Мастер-класс» (укр. Майстер-клас)
- «Мир спорта» (укр. «Світ спорту»)
- «Мужской клуб» (укр. «Чоловічий клуб»)
- «На связи с Правительством» (укр. «На зв’язку з Урядом»)
- «О чём кино?» (укр. «Про що кіно?»)
- «Окраина» (укр. «Окраїна»)
- «Опыт» (укр. «Досвід»)
- «Официальная хроника» (укр. «Офіційна хроніка»)
- «Пока родители ещё спят» (укр. «Доки батьки ще сплять»)
- «Потомки» (укр. «Нащадки»)
- «Предвечерье» (укр. «Надвечір’я»)
- «О жизни» (укр. «Про життя») (ранее на телеканале «Интер»)
- «Сельсовет» (укр. «Сільрада»)
- «Так просто!»
- «Телеакадемия» (укр. Телеакадемія)
- «Феерия путешествий» (укр. «Феєрія мандрів»)
- «Фольк-music»
- «Фольк-music. Дети» (укр. «Фольк-music. Діти»)
- «Футбольный код» (укр. Футбольний код)
- «ХайТак»
- «Хит-парад „Национальная двадцатка“» (укр. Хіт-парад "Національна двадцятка")
- «Хочу, чтобы ты была» (укр. «Хочу, щоб ти була»)
- «Шеф-повар страны» (укр. «Шеф-кухар країни»)
- «Шаг к звёздам» (укр. «Крок до зірок»)
- «Игры патриотов» (укр. «Ігри патріотів»)
- «УТЕОДИН с Майклом Щуром»
- «Муз. UA»
- «:Новости. Культура» (укр. :Новини. Культура)
- «:Новости. Мир» (укр. :Новини. Світ)

## Спортивные трансляции
В 2008 году Первый национальный канал покупает права на трансляцию матчей на территории Украины Евро-2008. Права на показ футбольного чемпионата Европы были приобретены телеканалом за 4 миллиона евро у немецкой компании Sport Five, которая является официальным партнёром УЕФА в таких случаях.
Несмотря на то, что НТКУ обладала эксклюзивными правами на трансляцию Евро-2008, на Украине игры первенства показывал также канал «Спорт 1» (Группа компаний «Поверхность»), купивший права на показ Евро-2008 ещё раньше как кабельный и спутниковый канал.
«Первый национальный» также выкупил эксклюзивные права на показ летней Олимпиады в Пекине. Планировалось, что сублицензия на трансляцию игр будет продана «Интеру» и принадлежащему ему спортивному каналу «Мегаспорт», однако договорённость так и не была достигнута.
В 2009 году «Первый Национальный» выкупил права на показ Лиги Чемпионов и Лиги Европы. Первоначально сообщалось про намерение телеканала «Украина» и «ТЕТ» выкупить лицензию, но они отказались из-за высокой стоимости трансляций.
В 2011 году компания «Chervonenko Racing» выкупила права на трансляцию «Формулы-1» на территории Украины для Первого национального. Меморандум между «Chervonenko Racing» и «Первым национальным» был подписан сроком на 2011—2013 годы, однако транслировался в эфире канала только сезон 2011. Комментатором «Формулы-1» был Максим Подзигун.
В 2012 году «Первый Национальный» транслировал матчи Евро-2012, проходившего в Польше и Украине.
С 2023 года трансляции спортивных соревнований выходят на канале «Общественное Спорт».

## Аналоговое вещание (до 1 сентября 2018)
- Александрия, Хмельницкий — 28 канал
- Бердичев, Винница, Красногоровка, Николаев — 10 канал
- Бердянск, Житомир, Ивано-Франковск, Купянск — 7 канал
- Бершадь, Полтава — 22 канал
- Буки, Днепр, Могилев-Подольский, Одесса, Павлоград, Сумы, Тернополь, Умань — 5 канал
- Киев, Ужгород — 2 канал
- Ковель, Коломыя, Кропивницкий, Черновцы, Чернигов — 6 канал
- Кривой Рог, Першотравенск, Харьков — 9 канал
- Запорожье, Херсон — 12 канал
- Измаил — 27 канал
- Изюм, Мелитополь — 11 канал
- Каменец-Подольский — 21 канал
- Луцк — 41 канал
- Львов, Мукачево — 8 канал
- Никополь, Ровно, Черкассы — 3 канал
- Хуст — 34 канал

## Цифровое вещание
Канал входит в первый мультиплекс цифрового телевидения Украины, являясь там первым каналом.